# Monsters at Work
Monsters at Work (Monstruos a la obra en España) es una serie web animada de televisión estadounidense. Es un spin-off de la franquicia de Monsters, Inc., así como una secuela directa de la película Monsters, Inc. (2001).
Es la segunda serie animada basada en una propiedad de Pixar después de Buzz Lightyear of Star Command, aunque al contrario de dicha serie, en el caso de Monsters at Work sin tener Pixar relación en su producción, corriendo al cargo de Disney Television Animation (la cual también fue la productora principal de Buzz Lightyear of Star Command), lo cual convierte a Monsters at Work en la primera serie de televisión basada en una franquicia de Pixar en la que Pixar Animation Studios no estuvo involucrada.
Fue estrenada por streaming en Disney+ el 30 de junio de 2021, y con una segunda temporada estrenada el 5 de abril de 2024 en Disney Channel.

## Premisa
Un día después de que el Sr. Waternoose fuera derrotado y enviado a la cárcel por el intento de secuestro de miles de niños, Mike y Sulley se encargarán de la compañía de Monsters, Inc., donde tendrán grandes dificultades al igual que los asustadores, ya que tendrán que aprender cómo hacer reír a los niños en lugar de asustarlos. Tylor Tuskmon, un asustador recién salido de la universidad, tendrá que adaptarse a las nuevas políticas, empezando como mecánico del MIFT (Monsters Incorporated Facilities Team / Equipo de instalaciones de Monstruos S.A.) y soñando con trabajar junto a su ídolo llamado James P. Sullivan.

## Reparto y personajes
- John Goodman como James P. "Sulley" Sullivan: CEO de Monsters, Inc. Voz: Santiago Segura (España) y Gerardo Vázquez (Hispanoamérica)
- Billy Crystal como Mike Wazowski: El compañero y mejor amigo de Sulley. Voz: José Mota (España) y Erick Salinas (Hispanoamérica)
- John Ratzenberger como el Adorable Yeti: un monstruo que anteriormente fue desterrado a los Himalayas durante los acontecimientos de Monsters Inc. Al principio nunca se exploro el motivo por el cual fue desterrado, pero gracias a la serie, finalmente se revela que la razón principal fue debido a que este descubrió una carta que tenía relación con los planes de Waternoose acerca de la aspiradora de sustos que se vio en la primera película, lo que derivo a que este fuese desterrado por Waternoose, para no dejar cabos sueltos de sus siniestros planes. Voz: Juan Carlos Gustems (España) y Ricardo Brust (Hispanoamérica)
- Jennifer Tilly como Celia Mae: la novia de Mike con un solo ojo y pelo de serpiente. Voz: Cristina Yuste (España) y Alma Wilheleme (Hispanoamérica)
- Bob Peterson como Roz: LA líder de la CDA que anteriormente estaba encubierta como secretaria en Monsters, Inc. Voz: Mar Sánchez Gatell (España) y Humberto Vélez (Hispanoamérica)
- Ben Feldman como Tylor Tuskmon: un mecánico en el equipo de instalaciones de Monsters, Inc. Voz: Artur Palomo (España) y Jerry Velázquez (Hispanoamérica)
- Mindy Kaling como Val Little: la mejor amiga de Tylor. Voz: Catherine Martínez (España) y Cristina Hernández (Hispanoamérica)
- Henry Winkler como Fritz: el jefe de Tylor. Voz: Guillermo Romero (España) y Héctor Emmanuel Gómez (Hispanoamérica)
- John Ratzenberger como Bernard Tuskmon, padre de Tylor
- Bob Peterson como Roze: la hermana gemela de Roz. Voz: Mar Sánchez Gatell (España) y Humberto Vélez (Hispanoamérica)
- Lucas Neff como Duncan P. Anderson: un fontanero que aprovecha cualquier oportunidad que pueda aprovechar. Voz: Juan Antonio Soler (España) y Arturo Cataño (Hispanoamérica)
- Alanna Ubach como Katherine Sterns "Cutter". Voz: Begoña Hernando (España) y Laura Torres (Hispanoámerica)
- Stephen Stanton como Smitty y Needleman: dos trabajadores de Monsters, Inc. que operan la trituradora de puertas. Originalmente fueron interpretados en la película por el fallecido Dan Gerson. Voz: Aleix Estadella (España) y Marc Winslow y Ricardo Tejedo (Hispanoamérica)
- Aisha Tyler como Millie Tuskmon: la madre de Tylor. Voz: Ana Plaza (España) y Claudia Garzón (Hispanoamérica)
- Gabriel Iglesias como Gary Gibbs: el archienemigo de Mike Wazowski. Voz: Abraham Aguilar (España) y José Antonio Macías (Hispanoamérica)
- Bonnie Hunt como Sra. Flint. Voz: Geni Rey (España) y Rebeca Patiño (Hispanoamérica)
- Christopher Swindle como Jeff Fungus. Voz: José Javier Serrano (España) y Raúl Solo (Hispanoamérica)
- Alanna Ubach como Carla Benítez, una alumna de la clase de comedia de Mike Wazowski. Voz: Karla Falcón (Hispanoamérica)
- Curtis Armstrong como el señor Crummyham.
- Bobs Gannaway como Roto, la mascota de Duncan
- Jenifer Lewis como Virginia Tuskmon, la abuela de Tylor (temporada 2)
- Joe Lo Truglio y Ali Wong como Jack y Jill, dos periodistas de TV que comparten un cuerpo en forma de ciempiés (temporada 2)
- Rhys Darby como Henry Waternoose IV "Roger Rogers": un monstruo que se incorpora al MIFT, hijo del anterior director Henry J. Waternoose (temporada 2)
- Nathan Fillion como Johnny Worthington III: El CEO de Feroz S.L.. y marido de Claire. Voz: Iván Muelas (España)  (temporada 2)
- Aubrey Plaza como Claire Wheeler-Worthington: Vicepresidenta senior de Marketing de Feroz S.L.. y esposa de Johnny (temporada 2)
- Bobby Moynihan como Chet Alexander: Asistente de Johnny (temporada 2)
- Janelle James como Joy: La mayor asustadora de Feroz S.L.. (temporada 2)
- Richard Ayoade como Declan: Supervisor de planta de sustos en Feroz S.L.. parecido a Duncan (temporada 2)
- Paula Pell como Sunny: Novia de Cutter que trabaja en Monstruos S.A. en recepción (temporada 2)
- Steve Buscemi como Randall Boggs, antiguo asustador de Monstruos S.A. desterrado al mundo de los humanos y salvado por Johnny. Voz: Pere Molina (España)

## Episodios
| Temporada | Temporada | Episodios | Episodios | Emisión original   | Emisión original        |
| Temporada | Temporada | Episodios | Episodios | Primera emisión    | Última emisión          |
| --------- | --------- | --------- | --------- | ------------------ | ----------------------- |
|           | 1         | 10        | 10        | 7 de julio de 2021 | 1 de septiembre de 2021 |
|           | 2         | 10        | 10        | 5 de abril de 2024 | 4 de mayo de 2024       |

### Temporada 1 (2021)
| N.º en serie | N.º en temp. | Título                                                              | Dirigido por | Escrito por                                | Fecha de emisión original | Código de prod. |
| ------------ | ------------ | ------------------------------------------------------------------- | ------------ | ------------------------------------------ | ------------------------- | --------------- |
| 1            | 1            | «Welcome to Monsters, Incorporated» «Bienvenido a Monstruos, S. A.» | Kay Ritter   | Bobs Gannaway                              | 7 de julio de 2021        | —               |
| 2            | 2            | «Meet MIFT» «Somos el MIFT»                                         | Shane Zalvin | Bart Jennett                               | 7 de julio de 2021        | —               |
| 3            | 3            | «The Damaged Room» «Desperfectos en el cuarto»                      | Shane Zalvin | Bobs Gannaway, Evan Gore y Heather Lombard | 14 de julio de 2021       | —               |
| 4            | 4            | «The Big Wazowskis» «Los gran Wazowskis»                            | Kay Ritter   | Bobs Gannaway                              | 21 de julio de 2021       | —               |
| 5            | 5            | «The Cover Up» «El encubrimiento»                                   | Shane Zalvin | Ricky Roxburgh y Bobs Gannaway             | 28 de julio de 2021       | —               |
| 6            | 6            | «The Vending Machine» «La máquina expendedora»                      | Kay Ritter   | Michelle Spitz y Bobs Gannaway             | 4 de agosto de 2021       | —               |
| 7            | 7            | «Adorable Returns» «El regreso de Adorable»                         | Shane Zalvin | Bobs Gannaway y Ethan Sandler              | 11 de agosto de 2021      | —               |
| 8            | 8            | «Little Monsters» «Monstruitos»                                     | Shane Zalvin | Ricky Roxburgh y Bobs Gannaway             | 18 de agosto de 2021      | —               |
| 9            | 9            | «Bad Hair Day» «Por los pelos»                                      | Kay Ritter   | Michelle Spitz y Bobs Gannaway             | 25 de agosto de 2021      | —               |
| 10           | 10           | «It's Laughter They're After» «El humor es su labor»                | Kay Ritter   | Steve Buscemi                              | 1 de septiembre de 2021   | —               |

### Temporada 2 (2024)
| N.º en serie | N.º en temp. | Título                                                           | Dirigido por | Escrito por                       | Fecha de emisión original | Código de prod. |
| ------------ | ------------ | ---------------------------------------------------------------- | ------------ | --------------------------------- | ------------------------- | --------------- |
| 11           | 1            | «A Monstrous Homecoming» «Una reunión monstruosa»                | Kay Hayes    | Colleen Evanson                   | 5 de abril de 2024        | —               |
| 12           | 2            | «The C.R.E.E.P. Show» «La feria F.E.A.»                          | Kay Hayes    | Hilary Helding                    | 5 de abril de 2024        | —               |
| 13           | 3            | «Setting the Table» «Monstruos a la mesa»                        | Shane Zalvin | John Kazlauskas                   | 13 de abril de 2024       | —               |
| 14           | 4            | «Opening Doors» «Puertas abiertas»                               | Shane Zalvin | Deepak Sethi                      | 13 de abril de 2024       | —               |
| 15           | 5            | «It's Coming From Inside the House» «Viene de dentro de la casa» | Kay Hayes    | Joy Regullano                     | 20 de abril de 2024       | —               |
| 16           | 6            | «Field of Screams» «Campo de gritos»                             | Shane Zalvin | Ethan Sandler                     | 20 de abril de 2024       | —               |
| 17           | 7            | «Monsters in the Dark» «Monstruos en la oscuridad»               | Kay Hayes    | Hilary Helding                    | 27 de abril de 2024       | —               |
| 18           | 8            | «Lights! Camera! Chaos!» «¡Luces! ¡Cámara! ¡Caos!»               | Shane Zalvin | Deepak Sethi                      | 27 de abril de 2024       | —               |
| 19           | 9            | «Descent into Fear» «Descenso al miedo»                          | Kay Hayes    | Joy Regullano                     | 4 de mayo de 2024         | —               |
| 20           | 10           | «Powerless» «Impotente»                                          | Shane Zalvin | Colleen Evanson y Frank Contreras | 4 de mayo de 2024         | —               |

## Producción
Durante la convocatoria de ganancias de The Walt Disney Company en noviembre de 2017, el CEO de la compañía Bob Iger anunció que una serie ambientada en el universo de Monsters, Inc. estaba en desarrollo para su servicio de streaming planificado Disney+. Se anunciaron más detalles sobre la serie en abril de 2019 y que la serie debutaría oficialmente en 2020. Se confirmó que John Goodman y Billy Crystal repiten sus papeles para la serie junto a John Ratzenberger, Jennifer Tilly y Bob Peterson, con el nuevo elenco. incluyendo a Ben Feldman, Kelly Marie Tran, Henry Winkler, Lucas Neff, Alanna Ubach, Stephen Stanton y Aisha Tyler. La serie es producida por Disney Television Animation con producción de animación proporcionada por Dwarf Animation en Francia.